# پاییزا
پاییزا یا از خودی‌ها (ایتالیایی: Paisà) یک فیلم درام هنری به کارگردانی روبرتو روسلینی است که در سال ۱۹۴۶ منتشر شد. از بازیگران آن می‌توان به جولیتا ماسینا و ماریا میکی اشاره کرد.